# Virovitička županija
 Ovo je članak o povijesnoj Virovitičkoj županiji iz vremena Hrvatsko-Ugarskog Kraljevstva, Kraljevine Slavonije i Trojedne Kraljevine Hrvatske, Slavonije i Dalmacije. Za suvremenu županiju vidi: Virovitičko-podravska županija.
Virovitička županija (mađ. Verőce vármegye; lat. Comitatus Verovitiensis) ime je povijesne županije u Kraljevini Hrvatskoj i Slavoniji unutar Zemalja Krune sv. Stjepana u doba Austro-Ugarske Monarhije. Glavni grad županije isprva je bila Virovitica, a od kraja 18. stoljeća Osijek.

## Zemljopis
Virovitička županija graničila je s mađarskim županijama Šomođskom, Baranjskom i Bačko-bodroškom županijom te hrvatsko-slavonskim županijama Bjelovarsko-križevačkom, Požeškom i Srijemskom. Županija se protezala uz južnu obalu rijeke Drave, sve do njezina ušća u Dunav. Pokrivala je površinu od 4.867 km2.

## Povijest
Virovitička županija, odnosno virovitički župan, prvi se put spominje 1269. godine. Srednjovjekovna Virovitička županija prostirala se na okolni prostor Virovitice, na istoku do Vaške (koju nije uključivala), na zapadu do Špišić-Bukovice, na jugu do Suhopolja, dok je sa sjevera bila omeđena Dravom. Viroviticu su Turci osvojili 1547. 
Nakon oslobođenja, krajem 17. stoljeća, Slavonija je potpala pod vojnu i komorsku upravu bečkog dvora. Onaj dio Slavonije koji nije ušao u Vojnu krajinu bio je podijeljen nakon 1732. na četiri okruga: Viroviticu, Požegu, Valpovo i Osijek s dva grada: Požegom i Osijekom. Na krunidbenom saboru u Požunu 14. svibnja 1741. Marija Terezija je obećala obnovu istočnoslavonskih županija. Županijsko uređenje Slavonije obnovljeno je 1745. ustrojavanjem Virovitičke, Požeške i Srijemske županije. 
Virovitička županija je službeno obnovljena 8. prosinca 1745. instalacijom velikog župana Ljudevita Patačića. Godine 1785. Josip II. ukida županije i uvodi okružja, a teritorij Virovitičke županije potpao je pod pečujsko okružje. Nakon smrti Josipa II. 1790. dolazi do obnove županija i njihovog rada prema ustroju iz sredine 18. stoljeća 
Nakon Hrvatsko-ugarske nagodbe ostala je dijelom Trojedne Kraljevine Hrvatske, Slavonije i Dalmacije, a odlukom Hrvatskog sabora iz 1918. kojom su raskinute sve državno-pravne veze s Austrijom i Ugarskom, i ova županija dijeli sudbinu Hrvatske. Županijska uprava formalno je prestala Uredbom o podjeli zemlje na oblasti (SN 92/1922, od 28. travnja 1922.), koja je provedena 1924. godine. Županija je u prešla u nadležnost Osječke oblasti.

## Uprava
Veliki župan bio je nadležan u ime kralja upravljati svim upravnim, sudskim i vojnim poslovima neposredno ili posredno preko podžupana. Predsjedavao je velikim i malim županijskim skupštinama, sudskim vijećanjima u županiji i predstavljao županiju u Saboru. Upravni poslovi su prvenstveno obuhvaćali ubiranje kontribucije i drugih daća, briga za ubiranje desetine i pitanje selidbe kmetova, reguliranje mitnica, carinarnica, cesta, mostova, taksiranje živežnih namirnica i dr. 
Pravosudni poslovi bili su rješavani pred Županijskim sudbenim stolom (Sedes iudicaria ili sedria) koji je bio sud prvog stupnja, a sudio je u građanskim parnicama (dugovi, dioba i nasljedstvo dobara, reambulacija međa, urbarska prava na temelju desetine) i kaznenim procesima (nasilje nad imovinom i imovinskim pravima). Kao prizivni sud rješavao je žalbe protiv presuda podžupanâ i plemićkih vlastelinskih sudaca. Prizivni sud za odluke Sudbenog stola bio je Banski stol. Reformom sudstva 1723. postaje prizivni i kazneni sud. 
Godine 1748. kraljica Marija Terezija je odredila da se slavonske daće, umjesto banu, plaćaju Ugarskoj dvorskoj kancelariji. Godine 1751. na Ugarskom je saboru predloženo, a što je kraljica i prihvatila, da slavonske županije šalju po jednog poslanika na Ugarski sabor, dok su i dalje, nazivno, ostale pod banovom jurisdikcijom.
Vojni poslovi županije uglavnom su se odnosili na pitanje pučkog ustanka. Od 1761. godine ojačala je uprava županijske samouprave tako da je u upravne poslove županije spadalo, osim prije navedenih poslova, ubiranje kontribucije i drugih daća, briga za normalno odvijanje ubiranja desetine i pitanje seljenja kmetova, reguliranje mitnica, carinarnica, puteva, mostova, težina i mjera, taksiranje najvažnijih živežnih namirnica, reguliranje nadnica te najamnog odnosa uopće. Vojni i pravosudni poslovi su ostali nepromijenjeni. 
U kratkom razdoblju, za trajanja reformi Josipa II. (1785 - 1790.), županija postaje najniža teritorijalna upravna jedinica čiji su članovi uprave samo izvršni organi podređeni okružnim predstojnicima. Bila je potčinjen Ugarskom namjesničkom vijeću, a podžupana je imenovao predsjednik okružja. Dokinućem reformi Josipa II. uslijedio je povratak županijâ. Ustroj i funkcije županijâ izmijenjene su novom upravnom organizacijom Hrvatske i Slavonije od 12. lipnja 1850. godine.

### Veliki župan
Na čelu županije nalazio se veliki župan (comes supremus) kao glavar županije, koji je u ime kralja, upravljao svim upravnim, sudskim i vojnim poslovima neposredno ili posredno preko podžupanâ. On je predstavljao županiju u Hrvatskom saboru te predsjedavao županijskim skupštinama i sudskim vijećima u županiji. Velikog župana je birao kralj. Ostala županijska uprava bila je birana na izbornim skupštinama (restauratio) svake treće godine. Velikog župana zamjenjivala su dvojica podžupana: 
1. redovni požupan (vicecomes ordinarius) za upravne poslove te čuvar pečata županije
2. podžupan - zamjenik (vicecomes substitutus) za županijske i sudske poslove.

Ostalu županijsku upravu činili su bilježnici (notarius), koji su čitali spise na skupštinama i sastavljali zapisnike županijskih sjednica. Postojao je redovni (veliki) bilježnik (notarius ordinarius) čiji se zamjenik nazivao podbilježnikom (vicenotarius). U upravu su još ulazili plemićki suci (judices nobilium) i podsuci (vicejudices nobilium) čiji je broj ovisio o broju županijskih kotara (objavljivali su naredbe općinama i izricali presude); prisjednici županijskog sudbenog stola (assesores); fiskal (advocatus); blagajnik (camerarius); arhivist (archivarius); liječnik (medicus), ranarnik (chirurgus); mjernik (geometra).

### Županijske skupštine
Središte županijske djelatnosti bile su županijske skupštine (congregatio nobilium): 
1. Velika ili Opća (congregatio generalis)
2. Mala (congregatio particularis).

Velike su se skupštine održavale četiri puta godišnje, a u njihovom radu su sudjelovali, osim županijske uprave, prelati, velikaši, plemići te predstavnici slobodnih kraljevskih gradova ili trgovišta. Na njima se raspravljalo o svim poslovima koji su ulazili u županijsku nadležnost (proglašavali su se zakoni i vladine naredbe, rješavali porezni poslovi, određivalo novačenje, opskrba vojski, obavljali izbori raznih povjerenstava, određivale parnice protiv plemića, proglašavale plemićke isprave, rješavale urbarske tužbe), potvrđivali zaključci 
Male skupštine te birali poslanici za Hrvatski sabor (u pravilu dvojica). Malu je skupštinu činila županijska uprava, a na njoj su se rješavali tekući i hitni poslovi. Županijski sudbeni stol (sedes iudicaria ili sedria) činili su suci i prisjednici, a predsjedao im je veliki župan ili jedan od podžupana. Teritorij županije (comitatus) dijelio se na kotareve (processus), kotarevi na okruge (districtus), a okruzi na općine ili sudčije (communitates ili iudicatus).

## Stanovništvo
Prema popisu iz 1910. županija je imala 272.430 stanovnika, a govorili su sljedeće jezike:
- Hrvatski jezik: 137.394
- Srpski jezik: 46.658
- Njemački jezik: 40.766
- Mađarski jezik: 37.656
- Slovački jezik: 3.691

## Upravna podjela
Teritorij županije (comitatus) dijelio se na kotareve (processus), kotarevi na okruge (districtus), a okruzi na općine ili sudčije (communitates ili iudicatus). Virovitička županija, prije Hrvatsko-ugarske nagodbe, bila je podijeljena na tri kotara: Virovitički, Osječki i Đakovački Početkom 20. stoljeća Virovitička županija bila je podijeljena na sljedeće kotareve:
| Kotarevi        | Kotarevi       |
| Kotar           | Središte       |
| --------------- | -------------- |
| Donji Miholjac  | Donji Miholjac |
| Đakovo          | Đakovo         |
| Osijek          | Osijek         |
| Našice          | Našice         |
| Slatina         | Slatina        |
| Virovitica      | Virovitica     |
| Županijski grad |                |
| Osijek          |                |

## Za daljnje čitanje
- Virovitička županija na Portalu znanstvenih časopisa Republike Hrvatske  Arhivirana inačica izvorne stranice od 10. ožujka 2021. (Wayback Machine)